# San Andrés Chicahuaxtla
San Andrés Chicahuaxtla es un pueblo y agencia municipal habitado por indígenas triquis, ubicado en el municipio de Putla Villa de Guerrero, formando parte del estado de Oaxaca, México.

## Toponimia
La palabra Chicahuaxtla deriva del vocablo náhuatl chica «fuerte» y tlan «lugar», entonces Chicahuaxtla significa «lugar fuerte». En triqui se le denomina Yuman'an «el pueblo» o Yuman' Nìko «el pueblo grande», su nombre coloquial empleado por Santo Domingo del Estado es Ne' Man que significa «por allá».